# Птице које не полете
Птице које не полете је југословенски драмски филм снимљен 1997. године. Режирао га је Петар Лаловић, који је написао и сценарио.

## Радња
Топла и потресна људска прича о борби за живот, снимљена по истинитом догађају. Породична катаклизма почиње сазнањем да кћи, млада успешна пијанисткиња, болује од леукемије. У разумљивој паници и узрујаности, мајка се сети да у удаљеној планинској кућици живи њен отац, са којим је одавно прекинула сваку везу. Заједно са бившим мужем доноси одлуку да кћи одведе код деде, који се максимално посвећује детету и почиње да је уводи у тајну природе и живих бића у њој. Живот у природи и борба деде за унукин живот обасјава причу и оставља снажну емоцију на гледаоца. Природа, животиње, љубав, све делује помало бајковито, али мрачни део природе долази по своје кроз трагичан расплет приче.

## Улоге
| Глумац                  | Улога                     |
| ----------------------- | ------------------------- |
| Ивана Шурдић            | Весна                     |
| Бата Живојиновић        | Лугар Здравко Никодиновић |
| Неда Арнерић            | Вида                      |
| Миодраг Кривокапић      | Душан Божић               |
| Петар Краљ              | Доктор Мрваљевић          |
| Михајло Бата Паскаљевић | Железничар                |
| Љиљана Газдић           | Професорка музичког       |
| Светлана Бојковић       | Докторка                  |
| Мирољуб Лешо            | Ловокрадица               |
| Војислав Мићовић        | портир                    |
| Милан Калинић           | Нови Лугар                |
| Божидар Павићевић Лонга | Ловокрадица               |
| Милан Шпичек            | Убица                     |
| Селимир Тошић           | Доктор Петровић           |
| Јелена Жигон            | Учитељица                 |

## Награде
- Врњачка Бања: Специјална награда за сценарио